# Filip Marchwiński
Filip Marchwiński (Poznan, Polonia, 10 de enero de 2002) es un futbolista polaco. Juega de centrocampista y su equipo es la U. S. Lecce de la Serie A de Italia.

## Trayectoria
Formado en las inferiores del Lech Poznań, fue promovido al primer equipo del club el 12 de diciembre de 2018. Hizo su debut en la Ekstraklasa a los 16 años en la victoria por 6-0 al Zagłębie Sosnowiec, encuentro en el que además anotó su primer gol y cerró el marcador.
En julio de 2024 puso fin a catorce años en el club, con el que ganó la Ekstraklasa 2021-22, tras ser traspasado a la U. S. Lecce.

## Selección nacional
Es internacional en categorías inferiores con la selección de Polonia. Con la absoluta debutó el 12 de octubre de 2023 en un partido de clasificación para la Eurocopa 2024 ante Islas Feroe.

## Estadísticas
Actualizado al último partido disputado el 24 de septiembre de 2024.
| Club                     | Div.          | Temporada     | Liga  | Liga  | Copas nacionales | Copas nacionales | Copas internacionales | Copas internacionales | Total | Total |
| Club                     | Div.          | Temporada     | Part. | Goles | Part.            | Goles            | Part.                 | Goles                 | Part. | Goles |
| ------------------------ | ------------- | ------------- | ----- | ----- | ---------------- | ---------------- | --------------------- | --------------------- | ----- | ----- |
| Lech Poznań · Polonia    | 1.ª           | 2018-19       | 11    | 2     | 0                | 0                | ―                     | ―                     | 11    | 2     |
| Lech II Poznań · Polonia | 3.ª           | 2019-20       | 8     | 2     | ―                | ―                | ―                     | ―                     | 8     | 2     |
| Lech Poznań · Polonia    | 1.ª           | 2019-20       | 20    | 3     | 3                | 1                | ―                     | ―                     | 23    | 4     |
| Lech II Poznań · Polonia | 3.ª           | 2020-21       | 7     | 2     | ―                | ―                | ―                     | ―                     | 7     | 2     |
| Lech Poznań · Polonia    | 1.ª           | 2020-21       | 21    | 1     | 2                | 0                | 9                     | 1                     | 32    | 2     |
| Lech II Poznań · Polonia | 3.ª           | 2021-22       | 6     | 1     | ―                | ―                | ―                     | ―                     | 6     | 1     |
| Lech Poznań · Polonia    | 1.ª           | 2021-22       | 18    | 0     | 5                | 1                | ―                     | ―                     | 23    | 1     |
| Lech II Poznań · Polonia | 3.ª           | 2022-23       | 1     | 0     | ―                | ―                | ―                     | ―                     | 1     | 0     |
| Lech II Poznań · Polonia | Total club    | Total club    | 22    | 5     | 0                | 0                | 0                     | 0                     | 22    | 5     |
| Lech Poznań · Polonia    | 1.ª           | 2022-23       | 27    | 5     | 0                | 0                | 15                    | 3                     | 42    | 8     |
| Lech Poznań · Polonia    | 1.ª           | 2023-24       | 28    | 8     | 3                | 1                | 4                     | 2                     | 35    | 11    |
| Lech Poznań · Polonia    | Total club    | Total club    | 125   | 19    | 13               | 3                | 28                    | 6                     | 166   | 28    |
| U. S. Lecce · Italia     | 1.ª           | 2024-25       | 1     | 0     | 2                | 0                | ―                     | ―                     | 3     | 0     |
| U. S. Lecce · Italia     | Total club    | Total club    | 1     | 0     | 2                | 0                | 0                     | 0                     | 3     | 0     |
| Total carrera            | Total carrera | Total carrera | 148   | 24    | 15               | 3                | 28                    | 6                     | 191   | 33    |
| 1. 2.                    |               |               |       |       |                  |                  |                       |                       |       |       |

## Palmarés

### Títulos nacionales
| Título      | Club        | País    | Año  |
| ----------- | ----------- | ------- | ---- |
| Ekstraklasa | Lech Poznań | Polonia | 2022 |